# 太平报恩寺
太平报恩寺是位於中華人民共和國上海市杨浦区丹阳路、兰州路、齐齐哈尔路、龙江路之间的一座佛教寺院。

## 歷史
太平报恩寺始建于宋朝太平兴国八年（公元983年）。現存建築始於约成于清朝末年，光绪二十四年（1898年）僧人浩州募資重修寺廟，中華民国二十一年（1932年）大殿重修。中華人民共和國建國前稱為太平寺（太平教寺）。20世纪60年代后仅留200平米的大殿空架一座。2006年10月，太平报恩寺修复委员会成立。2016年6月8日開工重建。